# Státní poznávací značky v Severní Makedonii
Registrační značky v Severní Makedonii

## Stará registrační značka

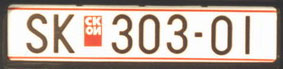
severomakedonská stará registrační značka

### kódy měst
| kód | město    | Obce                                                        |
| --- | -------- | ----------------------------------------------------------- |
| BT  | Bitola   | Bitola, Demir Hisar, Kruševo                                |
| GV  | Gostivar | Gostivar                                                    |
| KU  | Kumanovo | Kumanovo, Kriva Palanka                                     |
| OH  | Ochrid   | Ochrid, Struga, Prespa, Resen, Debar                        |
| PP  | Prilep   | Prilep                                                      |
| SK  | Skopje   | Skopje                                                      |
| SR  | Strumica | Strumica                                                    |
| ŠT  | Štip     | Štip, Radoviš, Kočani, Vinica, Makedonska Kamenica, Delčevo |
| TE  | Tetovo   | Tetovo                                                      |
| VE  | Veles    | Veles, Gevgelija, Demir Kapija                              |

## Nová registrační značka
Nová registrační značka Severní Makedonie (europlate) měla platit v Severní Makedonii od 1. ledna 2008 ale neplatí.

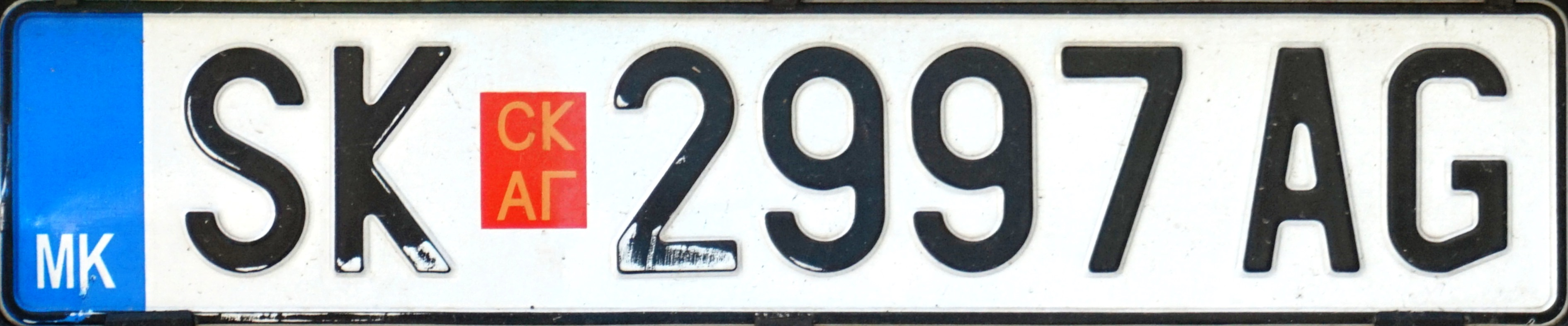
severomakedonská nová registrační značka

### Kódy měst
| kód | Město         | Obce          |
| --- | ------------- | ------------- |
| RA  | Radoviš       | Radoviš       |
| SU  | Struga        | Struga        |
| GE  | Gevgelija     | Gevgelija     |
| KA  | Kavadarci     | Kavadarci     |
| KI  | Kičevo        | Kičevo        |
| KP  | Kriva Palanka | Kriva Palanka |
| KO  | Kočani        | Kočani        |